# بريف لا غايارد
بريف لا غايارد، (بالفرنسية: Brive-la-Gaillarde)‏، نطق بالفرنسية: [bʁiv la ɡajaʁd]، هي بلدية ومقاطعة فرعية تابعة ل إقليم كوريز. ويبلغ عدد سكانها حوالي 50,000 نسمة، في حين كان عدد سكان المنطقة الحضرية 260 89 في عام 1999.

## المناخ
يظهر الجدول التالي التغييرات المناخية على مدار السنة لبريف لا غايلارد:
| البيانات المناخية لـبريف لا غايلارد | البيانات المناخية لـبريف لا غايلارد | البيانات المناخية لـبريف لا غايلارد | البيانات المناخية لـبريف لا غايلارد | البيانات المناخية لـبريف لا غايلارد | البيانات المناخية لـبريف لا غايلارد | البيانات المناخية لـبريف لا غايلارد | البيانات المناخية لـبريف لا غايلارد | البيانات المناخية لـبريف لا غايلارد | البيانات المناخية لـبريف لا غايلارد | البيانات المناخية لـبريف لا غايلارد | البيانات المناخية لـبريف لا غايلارد | البيانات المناخية لـبريف لا غايلارد | البيانات المناخية لـبريف لا غايلارد |
| الشهر                               | يناير                               | فبراير                              | مارس                                | أبريل                               | مايو                                | يونيو                               | يوليو                               | أغسطس                               | سبتمبر                              | أكتوبر                              | نوفمبر                              | ديسمبر                              | المعدل السنوي                       |
| ----------------------------------- | ----------------------------------- | ----------------------------------- | ----------------------------------- | ----------------------------------- | ----------------------------------- | ----------------------------------- | ----------------------------------- | ----------------------------------- | ----------------------------------- | ----------------------------------- | ----------------------------------- | ----------------------------------- | ----------------------------------- |
| الدرجة القصوى °م (°ف)               | 18.8 (65.8)                         | 24.4 (75.9)                         | 26.7 (80.1)                         | 30.0 (86.0)                         | 32.9 (91.2)                         | 39.6 (103.3)                        | 42.1 (107.8)                        | 40.7 (105.3)                        | 35.9 (96.6)                         | 30.9 (87.6)                         | 25.6 (78.1)                         | 19.3 (66.7)                         | 42.1 (107.8)                        |
| متوسط درجة الحرارة الكبرى °م (°ف)   | 9.7 (49.5)                          | 11.6 (52.9)                         | 15.2 (59.4)                         | 17.4 (63.3)                         | 22.1 (71.8)                         | 25.3 (77.5)                         | 27.4 (81.3)                         | 27.5 (81.5)                         | 23.5 (74.3)                         | 19.1 (66.4)                         | 12.8 (55.0)                         | 9.8 (49.6)                          | 18.5 (65.3)                         |
| المتوسط اليومي °م (°ف)              | 5.3 (41.5)                          | 6.2 (43.2)                          | 9.1 (48.4)                          | 11.3 (52.3)                         | 15.6 (60.1)                         | 18.7 (65.7)                         | 20.7 (69.3)                         | 20.7 (69.3)                         | 16.9 (62.4)                         | 13.7 (56.7)                         | 8.3 (46.9)                          | 5.5 (41.9)                          | 12.7 (54.9)                         |
| متوسط درجة الحرارة الصغرى °م (°ف)   | 0.9 (33.6)                          | 0.8 (33.4)                          | 2.9 (37.2)                          | 5.3 (41.5)                          | 9.1 (48.4)                          | 12.1 (53.8)                         | 14.0 (57.2)                         | 13.8 (56.8)                         | 10.3 (50.5)                         | 8.2 (46.8)                          | 3.8 (38.8)                          | 1.2 (34.2)                          | 6.9 (44.4)                          |
| أدنى درجة حرارة °م (°ف)             | −11.8 (10.8)                        | −16.4 (2.5)                         | −12.6 (9.3)                         | −5.4 (22.3)                         | −1.7 (28.9)                         | 2.1 (35.8)                          | 5.2 (41.4)                          | 3.6 (38.5)                          | 0.6 (33.1)                          | −5.6 (21.9)                         | −10.2 (13.6)                        | −13.4 (7.9)                         | −16.4 (2.5)                         |
| الهطول مم (إنش)                     | 69.9 (2.75)                         | 61.3 (2.41)                         | 63.3 (2.49)                         | 92.3 (3.63)                         | 86.9 (3.42)                         | 76.6 (3.02)                         | 69.0 (2.72)                         | 71.1 (2.80)                         | 80.1 (3.15)                         | 86.8 (3.42)                         | 85.0 (3.35)                         | 72.1 (2.84)                         | 914.4 (36.00)                       |
| متوسط أيام هطول الأمطار (≥ 1.0 mm)  | 10.8                                | 9.3                                 | 9.4                                 | 12.6                                | 10.6                                | 9.3                                 | 7.8                                 | 8.4                                 | 8.9                                 | 10.9                                | 11.5                                | 10.7                                | 120.2                               |
| ساعات سطوع الشمس الشهرية            | 91.1                                | 113.3                               | 169.6                               | 177.5                               | 215.1                               | 241.1                               | 256.3                               | 241.3                               | 200.3                               | 137.4                               | 85.2                                | 79.5                                | 2٬007٫6                             |
| المصدر: Météo France                |                                     |                                     |                                     |                                     |                                     |                                     |                                     |                                     |                                     |                                     |                                     |                                     |                                     |

## توأمة
لبريف لا غايلارد اتفاقيات توأمة مع كل من:
- لاوف آن در بغنيتز
- جولييت
- سيكاسو
- غيمارايش (3 يونيو 1993 -)[9]
- ريوس
- دونستابل
- ميليتوبول

## أعلام
- باسكال أودريه
- بييار أندريه لاتريل
- فريدريك راينال
- مارك شادورن
- روبيرت مارجريت
- لوي نيل
- سيدريك فيلاني
- نويل باس